# Faratsiho (stad)
Faratsiho is een stad in Madagaskar, gelegen in de regio Vakinankaratra. De stad telt 35.810 inwoners (2005).

## Geschiedenis
Tot 1 oktober 2009 lag Faratsiho in de provincie Antananarivo. Deze werd echter opgeheven en vervangen door de regio Vakinankaratra. Tijdens deze wijziging werden alle autonome provincies opgeheven en vervangen door de in totaal 22 regio's van Madagaskar.